# Palangki
Palangki is een bestuurslaag in het regentschap Sijunjung van de provincie West-Sumatra, Indonesië. Palangki telt 3874 inwoners (volkstelling 2010).